# Condat-sur-Vézère
Condat-sur-Vézère (tiếng Occitan là Condat de Vesera) là một xã của Pháp, nằm ở tỉnh Dordogne trong vùng Aquitaine của Pháp.

## Thông tin nhân khẩu
| Năm    | 1962 | 1968 | 1975 | 1982 | 1990 | 1999 | 2007 |
| ------ | ---- | ---- | ---- | ---- | ---- | ---- | ---- |
| Dân số | 712  | 771  | 855  | 909  | 907  | 825  | 833  |